# Алекса Вукомановић
Алекса Вукомановић (Срезојевци, 9. март 1826 – 25. октобар 1859) био је професор Београдског Лицеја и редовни члан Друштва српске словесности.

## Биографија
Алекса Вукомановић је био син Петра Вукомановића, рођеног брата кнегиње Љубице.
Након што је завршио гимназију у Одеси на Универзитету у Кијев, 1851. године је и докторирао. Идуће године је стигао на Београдски Лицеј где је био постављен за првог професора на катедри за историју српског народа и књижевности. Поред тога, предавао је и историју светске књижевности и теорију словесности. Поред Јанка Шафарика, уједно је био и један од првих библиотекара „лицејске библиотеке”. 
Говорио је руски и француски језик, а заступао је Вукове филолошке принципе. 
Педантно је обрађивао историјске изворе: Грађу за историју народа и књижевности српске, Житије кнеза Лазара, Живот архиепископа Максима и један летопис. 
Осим што је био редовни члан Друштва српске словесности почев од 1853. године, такође је и одликован од руског цара орденом Светог Станислава.

### Женидба са Мином Вукомановић Караџић
Марта месеца 1856. године Мина Вукомановић Караџић је у Бечу од Алексе примила веренички прстен, а запросио ју је на јесен. Венчање се одржало 30. маја 1858. године у Саборној цркви у Београду, а Мина је самим тим чином прешла у православље и добила српско име Милица. Из Букурешта им је стигла честитка од кнеза Милоша Обреновића. Наредног месеца, младенци су се упутили на путовање Србијом и притом су свратили у Срезојевце и Деспотовицу (данашњи Горњи Милановац).

### Смрт
По повратку у Београд 1859. године Алекса Вукомановић је умро након неуспелог лечења левог ока, после само годину и по дана брака и исте године када им је рођен син Јанко Вукомановић (1859 – 1878). Његовој супрузи је након тога нуђено да буде управница Више девојачке гимназије, али она је тај позив одбила.
Њих троје су првобитно били сахрањени на старом Ташмајданском гробљу, да би почетком 20. века били пренети у Цркву Светог Саве на Савинцу.